# Фудзихару, Хироки
Хироки Фудзихару (яп. 藤春 廣輝; род. 28 ноября 1988, Хигасиосака, Осака) — японский футболист, левый защитник клуба «Гамба Осака» и сборной Японии.

## Карьера

### Клубная карьера
Начинал заниматься футболом в детских командах, затем выступал за высшую школу Токаи и Университет здоровья и спорта Осаки.
В 2011 году присоединился к команде «Гамба Осака». Первый официальный матч провёл 1 марта 2011 года в рамках Лиги чемпионов АФК против «Мельбурн Виктори», заменив на 64-й минуте Такуми Симоиру. Дебютный матч в Джей-лиге сыграл 15 мая 2015 года против «Ависпа Фукуока», вышел в стартовом составе и отыграл только первый тайм. Первый гол в лиге забил 22 октября в ворота «Монтедио Ямагата».
Со следующего сезона стал игроком основного состава клуба, но в 2012 году «Гамба Осака» выступала неудачно и вылетела из Джей-Лиги. В 2013 году защитник отыграл без замен все 42 матча во втором дивизионе, забил 4 мяча и стал вместе с командой победителем турнира. В 2014 году в составе команды футболист сделал «золотой хет-трик», выиграв чемпионат Японии, Кубок страны и Кубок японской лиги, а в феврале следующего года стал обладателем Суперкубка страны. В сезоне 2015 года стал вице-чемпионом страны и во второй раз подряд — обладателем Кубка.

### Карьера в сборной
В сборной Японии дебютировал 27 марта 2015 года в товарищеском матче против Туниса. Участвовал в чемпионате Восточной Азии в августе 2015 года, сыграл на турнире один матч.

## Достижения
- Чемпион Японии: 2014
- Серебряный призёр чемпионата Японии: 2015
- Обладатель Кубка Японии: 2014, 2015
- Финалист Кубка Японии: 2012
- Обладатель Суперкубка Японии: 2015
- Обладатель Кубка японской лиги: 2014
- Финалист Кубка японской лиги: 2015
- Победитель второго дивизиона Японии: 2013